# Bitwa pod Karsem (1877)
Bitwa pod Karsem (1877) – starcie zbrojne, które miało miejsce w dniach 30 października – 18 listopada (6 listopada według starego stylu) 1877 roku pomiędzy wojskami rosyjskimi a tureckimi w trakcie X wojny rosyjsko-tureckiej.
Twierdza Kars była jedną z najsilniejszych twierdz Turcji Azjatyckiej (wcześniej budowana przez Ormian, w X wieku była stolicą Armenii). Na początku wojny rosyjski oddział w sile 30 tys. żołnierzy i 96 dział okrążył twierdzę. Jednak działania garnizonu tureckiego w sile 5 tys. żołnierzy i 26 tys. pospolitego ruszenia pod dowództwem Mahtar-paszy zmusiły wojska rosyjskie 28 czerwca 1877 do odejścia w kierunku granicy rosyjskiej. Po rozbiciu Turków pod Aładżinem wojska rosyjskie rozpoczęły natarcie i 9 października oddział gen. Łazariewa w sile 28 tys. szabel i bagnetów i 56 dział podszedł pod twierdzę Kars.

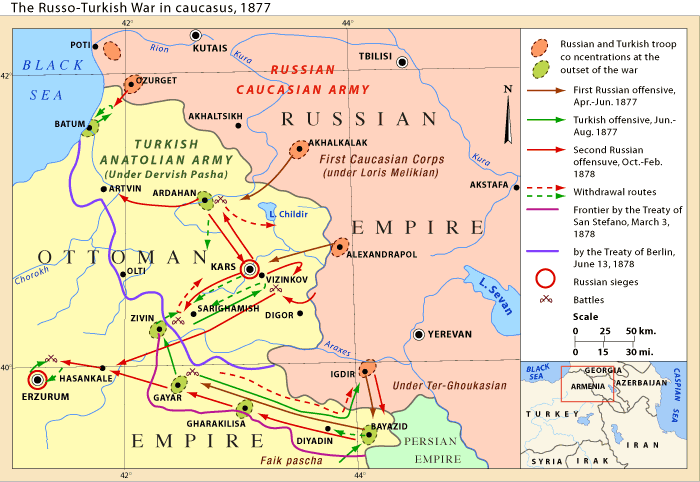
Działania zbrojne w rejonie Kaukazu

W dniach 13–20 października podciągnięto pod Kars: 5 sześciocalowych armat, 24 dwudziestoczterofuntowe armaty, 6 sześciocalowych moździerzy. Od 30 października rozpoczęto tygodniowy ostrzał  tureckich pozycji w twierdzy. 17 listopada (5 listopada według starego stylu) rozpoczęto szturm, który zakończył się 18 listopada (6 listopada według starego stylu) w godzinach rannych. Turcy skapitulowali. Udało się zbiec niewielkiej grupie oblężonych z dowódca twierdzy Husejnem Chami-paszą.
Zgodnie z pokojem w San Stefano twierdza znalazła się na terytorium Rosji.